# Johnny Nim
Johnny Nim (født 4. marts 1953) er landsformand og forretningsfører for Det Faglige Hus. Johnny Nim stiftede fagforeningen TeknikerSammenslutningen i 1988. TeknikerSammenslutningen skiftede senere navn til Det Faglige Hus.
Johnny Nim blev som 16-årig i 1969 ansat som postbud i det daværende Post- og Telegrafvæsen, hvor han blev engageret i fagligt arbejde. I 1971 blev han valgt som tillidsrepræsentant for Esbjergs postbude. Fra 1982-88 var han forbundssekretær i Teknisk Landsforbund.
Johnny Nim er iværksætter og har ud over stiftelsen af Det Faglige Hus bl.a. stået bag byfornyelsesprojekter i Esbjerg, forsikringsselskabet DFA, samt ferielejligheder i Tyrkiet.
Han har endvidere siddet i bestyrelsen for en række sportsklubber bl.a. Viborg HK, Ribe-Esbjerg HH, EfB Elite og Esbjerg Energy. Via Det Faglige Hus har han stået bag sponsorater især inden for topsport, men også andre aktiviteter og foreninger inden for kultur og social ansvarlighed.